# دستور کشتن
دستور کشتن (انگلیسی: Kill Command) که تحت عنوان تشخیص هویت نیز شناخته می‌شود، یک فیلم در ژانر علمی تخیلی ترسناک به نویسندگی و کارگردانی استیون گومز است که در سال ۲۰۱۶ منتشر شد. از بازیگران آن می‌توان به ونسا کربی، توره لینهارت و کن استات اشاره کرد.